# Gautier de Coincy
Gautier de Coincy (auch: Coinci; * 1177 in Coincy; † 1236 in Soissons) war ein französischer Benediktiner und Dichter.

## Leben und Werk
Gautier de Coincy trat 1193 in die Benediktinerabtei Saint-Médard in Soissons ein. Von 1214 bis 1233 war er Prior in der Priorei Sainte-Léocade in Vic-sur-Aisne, dann Prior von Saint-Médard. Er ist berühmt für sein umfangreiches Mirakelbuch mit 58 Wunderberichten (in 35 000 Versen) über Wunder, die von der Muttergottes gewirkt werden (Miracles de Notre-Dame), indem sie jedes Mal die dem Teufel bereits verschriebene Seele im letzten Moment aus dem Vertrag löst. Die zahlreichen Abschriften zeugen vom Erfolg des Buches. Daneben war Gautier ein wichtiger Erneuerer des liturgischen Marienliedes.
Die umfangreiche Forschung zu Gautier ist im Portal Archives de littérature du Moyen Âge (ARLIMA) dokumentiert. Zu den deutschsprachigen Gautier-Forschern gehörten Adolf Tobler, Erhard Lommatzsch, Jakob Ulrich, Friedrich Gennrich und Andreas C. Ott.

## Werke (Auswahl)
- Les miracles de Nostre Dame. Hrsg. Frédéric Koenig. 4 Bde. Droz, Genf 1955–1970.
  - (deutsch, Teilübersetzung) Drei Legenden Unserer Lieben Frau, wie sie erzählte Gautier de Coinci, Mönch des Klosters St. Medardus bei Soissons. L. Heidrich, Wien 1921. (übersetzt von Georg Terramare)
- La Vie de sainte Cristine. Hrsg. Olivier Collet. Droz, Genf 1999.
  - (deutsch) Christinenleben. Hrsg. Andreas C. Ott. Junge & Sohn, Erlangen 1922.
- Glossaire et index critiques des oeuvres d’attribution certaine de Gautier de Coinci (Vie de sainte Cristine et Miracles de Nostre Dame) établis d’après les éditions d’Olivier Collet et V. Frederic Koenig. Droz, Genf 2000.
- Les Chansons à la Vierge. Hrsg. Jacques Chailley. Heugel, Paris 1959.